# Amado Nervo (Chiapas)
Amado Nervo es una localidad del estado mexicano de Chiapas. Es parte del municipio de Yajalón.

## Toponimia
El nombre de la localidad rinde homenaje a Amado Nervo, poeta y escritor mexicano.

## Demografía
| Gráfica de evolución demográfica |
|                                  |

| Censo | Población |
| ----- | --------- |
| 1940  | 452       |
| 1950  | 675       |
| 1960  | 777       |
| 1970  | 1 057     |
| 1980  | 784       |
| 1990  | 796       |
| 2000  | 1 098     |
| 2010  | 1 362     |
| 2020  | 1 578     |